# Петровское (Панинский район)
Петровское — село в Панинском районе Воронежской области России.
Входит в состав Перелёшинского городского поселения.

## География
Село расположено в центральной части Перелешинского городского поселения, являясь продолжением рабочего посёлка Перелешинский.
В нём имеются пять улиц — Колхозная, Крупской, Новая, Прудовая и Свободы.

## История
Основано в конце XVIII — начале XIX веков. В 1859 году здесь проживали 833 человека и было 83 двора. В 1900 году в селе существовало уже 153 двора с населением 1118 человек; имелось общественное здание, школа грамоты, мелочная и винная лавки.
До сих пор сохранился в с. Петровское Панинского района дом графини Паниной, сохранился и огромный парк на р. Матрёнка.

## Население
| 1859 | 1897  | 2000 | 2005 | 2010 |
| ---- | ----- | ---- | ---- | ---- |
| 833  | ↗1043 | ↘391 | ↘386 | ↘361 |

### Известные люди
В селе родился доктор медицинских наук профессор И. П. Фурменко — Заслуженный врач РСФСР (1963),
Заслуженный деятель науки РСФСР (1979).